# Hikaru no Go 3
Hikaru no Go 3 es un videojuego de estilo "juegos de mesa" desarrollado y publicado por Konami en 2003 y únicamente llegó al mercado japonés. El videojuego está basado en el manga y anime de Hikaru no Go.
- Datos: Q3286992